# John Big Tree
Căpetenia John Big Tree (născut Isaac Johnny John; n. 2 iunie 1877, Michigan, SUA – d. 6 iulie 1967, Onondaga Reservation⁠(d), New York, SUA) a fost un actor și membru al tribului Seneca din New York⁠(d). A apărut în 59 de filme din 1915 până în 1950.

## Biografie
S-a născut în Michigan și a murit în rezervația indiană Onondaga⁠(d), New York.
Big Tree a apărut în filme western precum Destry Rides Again (1936), Brigham Young⁠(d) (1940), Hudson's Bay⁠(d) (1941) și Western Union⁠(d) (1941). În calitate de membru al grupului John Ford Stock Company, a apărut în multe producții regizate de John Ford, inclusiv în The Iron Horse (1924), Stagecoach (1939), Drums Along the Mohawk⁠(d) (1939) și She Wore a Yellow Ribbon (1949).
Acesta a declarat că a fost una dintre cele trei căpetenii amerindiene care au pozat pentru sculptorul James Earle Fraser în scopul realizării aversului⁠(d) monedei de cinci cenți Buffalo⁠(d). Celelalte două căpetenii erau Iron Tail⁠(d) și Two Moons⁠(d). De asemenea, acesta a pretins că este modelul din cea mai cunoscută lucrare a sculptorului Fraser - End of the Trail⁠(d). Ambele afirmații sunt puternic contestate, iar autorul operelor a identificat alte modele.
A apărut pe coperta din martie 1964 a revistei Esquire într-o ipostază care comemorează moneda Indian Head.

## Filmografie
- The Spirit of '76 (1917, film pierdut) - Gowah

- A Fight for Love (1919, film pierdut) - Swift Deer

- The Avenging Arrow (1921, film pierdut) - Madoo

- The Primitive Lover (1922) - Chief Johnny Bluebottle

- The Huntress (1923) - Otebaya

- The Iron Horse (1924) - Cheyenne Chief (nemenționat)

- The Red Rider (1925) - Indian Chief

- Ranson's Folly (1926) - Chief Standing Bear

- The Frontier Trail (1926) - Chief Gray Wolf

- Mantrap (1926) - Indian (nemenționat)

- The Desert's Toll (1926) - Red Eagle

- The Outlaw Breaker (1926) - Indian (nemenționat)

- Winners of the Wilderness (1927) - Chief Pontiac

- The Frontiersman (1927) - Grey Eagle

- Painted Ponies (1927)

- Spoilers of the West (1927) - Chief Red Cloud

- Wyoming (1928) - An Indian

- The Overland Telegraph (1929) - Medicine Man

- Sioux Blood (1929) - Crazy Wolf

- The Big Trail (1930) - Indian (nemenționat)

- Red Fork Range (1931) - Chief Barking Fox

- Fighting Caravans (1931) - Indian Chief in Opening Credits (nemenționat)

- The Last of the Mohicans (1932, Serial) - Huron Warrior (nemenționat)

- The Golden West (1932) - Indian (nemenționat)

- The Telegraph Trail (1933) - Indian Chief (nemenționat)

- King of the Arena (1933) - Circus Indian (nemenționat)

- Massacre (1934) - Indian Judge (nemenționat)

- Wheels of Destiny (1934) - Chief War Eagle

- The Cat's-Paw (1934) - Chinese Guards (nemenționat)

- Wake Up and Dream (1934) - 1st Indian (nemenționat)

- The Miracle Rider (1935, Serial) - Old Indian [Ch. 1] (nemenționat)

- The Farmer Takes a Wife (1935) - Indian (nemenționat)

- The Singing Vagabond (1935) - Chief White Eagle (nemenționat)

- Custer's Last Stand (1936, Serial) - Medicine Man [Ch. 9]

- The Adventures of Frank Merriwell (1936, Serial) - Indian John (nemenționat)

- Daniel Boone (1936) - Wyandotte Warrior (nemenționat)

- The Bold Caballero (1936) - Tavern Indian (nemenționat)

- Maid of Salem (1937) - Indian (nemenționat)

- Lost Horizon (1937) - Porter (nemenționat)

- Hills of Old Wyoming (1937) (with Hopalong C-sidy) - Chief Big Tree

- The Painted Stallion (1937, Serial) - Commanche Chief (nemenționat)

- Prairie Thunder (1937) - Indian (nemenționat)

- The Girl of the Golden West (1938) - Indian Chief in Prologue (nemenționat)

- Flaming Frontiers (1938, Serial) - Arapaho Chief [Chs. 12-13] (nemenționat)

- Hawk of the Wilderness (1938, Serial) - Medicine Man (nemenționat)

- Stagecoach (1939) - Apache Scout (nemenționat)

- Susannah of the Mounties (1939) - Chief (nemenționat)

- The Oregon Trail (1939, Serial) - Spotted Elk (nemenționat)

- Drums Along the Mohawk (1939) - Blue Back

- Destry Rides Again (1939) - Indian in Saloon (nemenționat)

- Heroes of the Saddle (1940) - Rodeo Indian (nemenționat)

- Pioneers of the West (1940) - Indian Chief (nemenționat)

- Brigham Young (1940) - Big Elk

- Too Many Girls (1940) - Chief (nemenționat)

- North West Mounted Police (1940) - Blue Owl (nemenționat)

- Hudson's Bay (1941) - Chief

- Western Union (1941) - Chief Spotted Horse

- LasVeg- Nights (1941) - Indian (nemenționat)

- Unconquered (1947) - Indian (nemenționat)

- She Wore a Yellow Ribbon (1949) - Chief Pony That Walks

- Devil's Doorway (1950) - Thundercloud